# 구메난정
구메난정(일본어: 久米南町)은 일본 오카야마현 중앙부에서 약간 동쪽에 위치한 구메군의 정이다.
정토종의 개조 호넨 고승의 출생지로 알려진 정이다.

## 지리
평지가 적고 대부분이 산림과 고원 지대이다.

## 역사
- 1954년 4월 - 유게정·단조지촌·다쓰야마촌·고메촌 등 1정 3촌이 합병해 구메난정이 되었다.

## 교통

### 철도
- 서일본 여객철도 쓰야마선

### 도로
- 국도 제53호선